# Шарль Грав'є де Верженн
Шарль Грав'є де Верженн (фр. Charles Gravier, comte de Vergennes французька вимова: [vɛʁ.ʒɛn]; 29 грудня 1719 року, Діжон — 13 лютого 1787, Версаль) — французький дипломат і державний діяч; міністр закордонних справ Людовика XVI з 1774 року до своєї смерті, з 1781 року — також перший міністр.

Син президента парламенту (суду) в Діжоні.

У ранній юності вступив на дипломатичну службу і навчався під керівництвом Шавиньї (Théodore de Chavigny), французького посланника в Лісабоні. У 1739 році був секретарем посольства. У 1750 році призначений посланником в Трір, де служив до 1754 року; на наступний рік відправлений надзвичайним посланником до Константинополя. З 1755 року затверджений повноважним послом при Оттоманській Порті — на посаду дуже складну: Фрідріх Великий шукав союзу з Туреччиною, щоб протистояти Росії та Австрії, а Верженн намагався і зміг зберегти дружнє відношення султана до Франції й союзним їй державам, що було особливо важко в 1760-61 рр., коли між Туреччиною і Францією виникли сильні непорозуміння.